# Smittia yakyresea
Smittia yakyresea är en tvåvingeart som beskrevs av Sasa och Suzuki 2000. Smittia yakyresea ingår i släktet Smittia och familjen fjädermyggor. Inga underarter finns listade i Catalogue of Life.